# Zaniuny
Zaniuny (biał. Занюны; ros. Занюны) – chutor na Białorusi, w obwodzie grodzieńskim, w rejonie werenowskim, w sielsowiecie Bastuny, przy drodze magistralnej .
Dawniej wieś. W dwudziestoleciu międzywojennym leżały w Polsce, w województwie nowogródzkim, w powiecie lidzkim, w gminie Żyrmuny.